# Dosse
Dosse este o arie protejată (sit de importanță comunitară — SCI) din Germania întinsă pe o suprafață de 613,13 ha, integral pe uscat.

## Localizare
Centrul sitului Dosse este situat la coordonatele 53°00′25″N 12°29′53″E / 53.0069°N 12.4981°E.

## Înființare
Situl Dosse a fost declarat sit de importanță comunitară în martie 2004 pentru a proteja 6 specii de animale.

## Biodiversitate
Situată în ecoregiunea continentală, aria protejată conține 2 habitate naturale: Cursuri de apă de la nivel de câmpie la nivel montan, cu vegetație Ranunculion fluitantis și Callitricho-Batrachion, Păduri acidofile de stejar bătrân cu Quercus robur pe câmpii nisipoase.
La baza desemnării sitului se află mai multe specii protejate:
- mamifere (1): vidră de râu (Lutra lutra)
- nevertebrate (3): Unio crassus, Vertigo angustior, Vertigo moulinsiana
- pești (2): cicar (Lampetra planeri), boarță (Rhodeus sericeus amarus)